# Kanakomyrtus prominens
Kanakomyrtus prominens är en myrtenväxtart som beskrevs av Neil Snow. Kanakomyrtus prominens ingår i släktet Kanakomyrtus och familjen myrtenväxter. Inga underarter finns listade i Catalogue of Life.